# Vladimir 518
Vladimir 518, właściwie Vladimír Brož (ur. 8 sierpnia 1978) – mieszkający w Pradze czeski raper, twórca graffiti, rysownik komiksów, członek czeskiej grupy hip-hopowej Peneři strýčka Homeboye. Jest twórcą wytwórni płytowej Bigg Boss skupiającej się na czeskim hip-hopie. W 2008 roku wydał swój pierwszy solowy album Gorila vs. Architekt. W tym samym roku wystąpił również w filmie dokumentalno-muzycznym Česká RAPublika. W 2013 roku ukazał się drugi album Vladimira 518, Idiot.